# Богат, беден
„Богат, беден“ е роман на американския писател Ъруин Шоу, написан през 1969 г.
В романа се проследява историята на едно семейство през 3 поколения, поставяйки под въпрос общоприетото американско вярване, че парите, физическата привлекателност и материалните удобства правят хората доволни и щастливи. Засегнати са и някои от постоянните теми в творчеството на Шоу като животът на американците в Европа, отношенията между поколенията и опитът на по-младите да скъсат с начина на живот на своите родители, болката от взаимоотношенията между хората. Това е утвърденото мнение на критиката, която добавя, че на места Ъруин Шоу жертва убедителността на образите и ситуациите, за да могат те по-ясно да внушат социалните идеи и категории, които представят.
Публикуван първоначално като разказ в Плейбой, романът става бестселър в цял свят. Филмиран е през 1976 г.